# Kristin Ross
Kristin Ross [ˈkɹɪstiːn ɹɔs], née en 1953, est une essayiste américaine, professeure de littérature comparée à l'université de New York, spécialiste de la culture française.

## Biographie

### Formation
Elle obtient sa licence et son master à l'université de Santa Cruz, puis soutient sa thèse de doctorat intitulée « La fascination et la narration chez l’Abbé Prévost, Marcel Proust et Maurice Blanchot », à l'université Yale en 1981.

### Recherche
Ses travaux de recherche portent principalement sur la littérature et la culture françaises des XIXe et XXe siècles, la littérature caribéenne francophone, l'histoire urbaine et l'histoire révolutionnaire.
Dans Mai 68 et ses vies ultérieures, elle entreprend de « Ressusciter le contexte politique et mental de Mai 68 et montrer comment les “vies ultérieures”, de cet épisode contestataire l’ont progressivement effacé des mémoires pour faire de Mai 68 une simple étape vers le libéralisme et l’individualisme triomphants. […] Décentrant son regard de l’intellectuel parisien pour le focaliser sur les centaines de mobilisations ouvrières et paysannes qui firent de la période 68 un mouvement politique d’ampleur auquel participèrent, jusqu’en juin, près de neuf millions de travailleurs, K. Ross insiste notamment, dans le troisième chapitre intitulé « Formes et pratiques », sur la radicalisation des organisations de jeunesses issues de la gauche parlementaire et syndicale. »
Elle établit des passerelles entre les registres de l’histoire et de la littérature, mais aussi entre le passé et l’histoire contemporaine, par exemple entre la Nouvelle vague et les débuts de l’industrie automobile en France dans Rouler plus vite, laver plus blanc, ou les mouvements  Indignados ou Occupy, et la Commune de 1871, dans L’imaginaire de la Commune.

« En 2011, la scène politique mondiale a été dominée par la figure et la phénoménologie du campement ou de l’occupation et c’est ce retour d’une forme de contestation par l’occupation qui m’a incitée à revenir à la culture politique de la Commune de Paris avec une problématique tout autre que celle qui a animé la poétique historique de la Commune que j’ai écrite dans les années 1980. »

Elle étudie dans cet ouvrage comment, malgré leur brièveté, les 72 jours de la Commune de Paris ont rayonné au-delà du champ politique, à travers les conceptions de l’art, de la littérature et de l’éducation, mais aussi le monde du travail. Cette relecture de l’histoire partant de l’imaginaire né d’un événement révolutionnaire déborde aussi tout nationalisme étroit, en repérant les influences de la Commune chez le « poète-artiste » anglais William Morris et chez deux géographes anarchistes, le français Élisée Reclus et le russe Pierre Kropotkine.
Elle estime notamment que, chacun à sa façon, ces personnages clés du XIXe siècle ont tous trois promu in vivo la possibilité d’un “luxe communal” fait d’égalité dans l’abondance, à la différence du luxe bourgeois, insensé, gaspilleur et ostentatoire, incapable d’exister sans de multiples esclavages paysans, ouvriers et domestiques.

### Traduction
Elle a traduit plusieurs ouvrages français en américain. Elle a réalisé l'édition anglophone du Maître ignorant de Jacques Rancière, intitulée The Ignorant Schoolmaster.

### Divers
La plupart de ses livres traitant de la culture française sont traduits dans cette langue, parmi lesquels Fast Cars, Clean Bodies (Rouler plus vite, laver plus blanc), paru aux Presses du MIT en 1995, a reçu aux États-Unis l’Oscar du choix de la critique, le Critic’s Choice Award ainsi que le Lawrence Wylie Award for French Cultural Studies, prix Lawrence Wylie pour les Études de culture française.
Kristin Ross a également été récompensée par une bourse Guggenheim et une autre de l'Institute for Advanced Study de Princeton.

## Publications

### Ouvrages en anglais
- Fascination and storytelling: Prevost, Proust, and Blanchot, thèse de doctorat, 1981
- Everyday life, Yale University Press, 1987
- Fast Cars, Clean Bodies : Decolonization and the Reordering of French Culture, October Books, 1994, 300 p. (ISBN 978-0-262-18161-7)
- May '68 and Its Afterlives, University Of Chicago Press, 2002, 247 p. (ISBN 978-0-226-72799-8)
- Anti-Americanism, New York University Press, 2004
- The emergence of social space : Rimbaud and the Paris Commune, Verso, 2008, 170 p. (ISBN 978-1-84467-206-6)
- (en) Communal Luxury : The Political Imaginary of the Paris Commune, Londres, Verso, 2015, 176 p. (ISBN 978-1-78168-839-7)

### Ouvrages traduits en français
- Rouler plus vite, laver plus blanc : Modernisation de la France et décolonisation au tournant des années soixante [« Fast Cars, Clean Bodies: Decolonization and the Reordering of French Culture »], Flammarion, 1997
- Mai 68 et ses vies ultérieures [« May '68 and Its Afterlives »], Complexe, 2005
- Démocratie, dans quel état ?, avec Giorgio Agamben, Alain Badiou, Daniel Bensaïd, Wendy Brown, Jean-Luc Nancy, Jacques Rancière et Slavoj Žižek, La Fabrique, Paris, 2009.
- Rimbaud, la commune de Paris et l'invention de l'histoire spatiale [« The emergence of social space:Rimbaud and the Paris Commune »], Paris, Les Prairies ordinaires, 2013, 224 p. (ISBN 978-2-35096-059-3)
- L'imaginaire de la Commune [« Communal Luxury: The Political Imaginary of the Paris Commune »]  (trad. de l'anglais), Paris, La Fabrique, 2015, 192 p. (ISBN 978-2-35872-064-9)
- La forme-Commune - La lutte comme manière d'habiter, (trad. de l'anglais par Etienne Dobenesque), Paris, La Fabrique, 2023, 153 p.  (ISBN 9782358722551)